# Belén (Boyacá)
Belén es un municipio del departamento de Boyacá, Colombia, también llamado Tierra Noble y Legendaria. Se encuentra localizado en la Cordillera Oriental, en la Provincia de Tundama,al norte del Departamento de Boyacá, en la ruta Norte de Bogotá, Tunja, Duitama, a una distancia de 25,8 km de la ciudad de Duitama, capital de la provincia.
Limita por el norte y noroccidente con el departamento de Santander (municipios de Coromoro y Encino); al nororiente con Tutazá; al oriente con Paz de Río; al sur con Betéitiva y al suroccidente con Cerinza.

## Toponimia

### Origen lingüístico[3]
- Familia lingüística: Afroasiática
- Lengua: Hebreo

### Significado
Belén es una voz de oriogen hebreo que su significado es "casa del pan". La palabra belén muestra los vocablos beth "casa" y lehem "pan".

### Origen / Motivación
El municipio tomó su nombre en homenaje a Nuestra Señora de Belén, una de las advocaciones a la Virgen María, tradición nacida en la iglesia de Belén, centro ceremonial que venera el nacimiento, vida y muerte de Jesús.

### Nombres históricos
- Cerinza (antes de la Conquista)
- Nuestra Señora de Belén (1762)

## Historia
Belén fue fundada el 13 de septiembre de 1762, durante la Colonia, y su nombre no es de origen chibcha. En sus inicios, Belén correspondía a un caserío muisca gobernado por el cacique Cerinza. Originalmente el área que hoy ocupa el municipio se encontraba habitada por indígenas chibchas  que dominaban el Altiplano Cundíboyacense, los cuales fueron reducidos a resguardos tras la fundación del municipio por colonizadores españoles en mayo de 1762, quienes manejaron desde el comienzo la mayoría de las actividades productivas del municipio, quedando relegados a los descendientes de indígenas las actividades como la manufactura de artesanías, ollas de barro y ruanas.

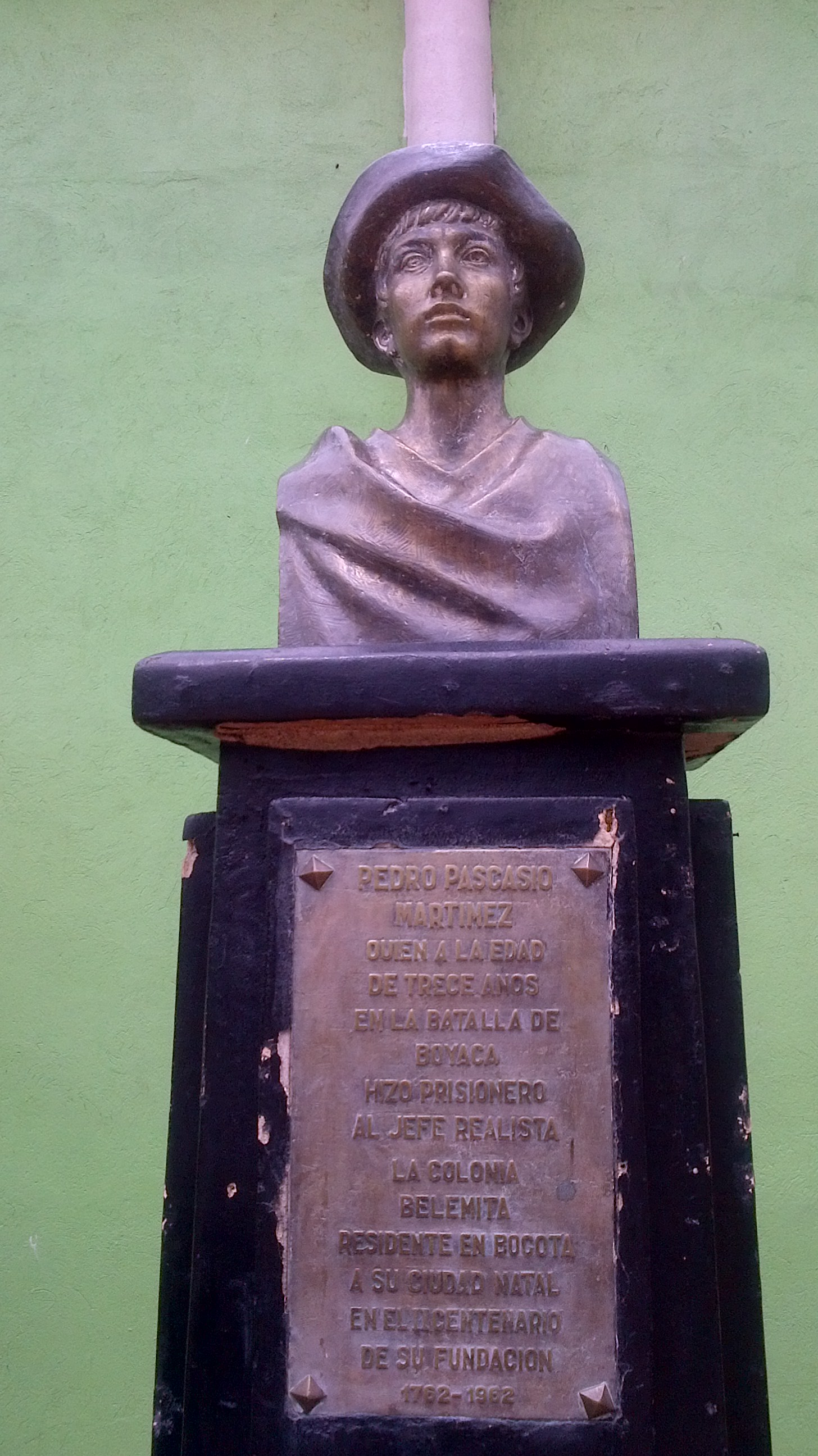
Busto de Pedro Pascasio Martínez

El 18 de julio de 1819 el Libertador Simón Bolívar llegó a Belén y posó en la casa del reconocido patriota, señor don Juan José Leyva. Allí designó al niño Pedro Pascasio Martínez al cuidado de sus caballos. El Gobierno nacional instituyó el Premio de Ética Republicana, en homenaje a este niño héroe belemita de 12 años, quien no se dejó sobornar e hizo prisionero al coronel Barreiro, jefe de las tropas españolas, en la Batalla de Boyacá, el 7 de agosto de 1819.
Los primeros datos oficiales de población datan de 1835, en ese entonces el municipio contaba con 4.344 habitantes; durante los siguientes 83 años (hasta 1918) la población se incrementa apenas en 975 hab, pero a partir de este momento y en un lapso de solamente 10 años (1918-1928) se produce un incremento de 2.519 hab., provocado posiblemente por inmigración de los habitantes de municipios vecinos, más que por incrementos en las tasas de natalidad o disminución de las de mortalidad.
Para 1951 se redujo la población a 6.101 hab, en razón a la emigración de los pobladores hacia los pueblos vecinos como Paz de Río y Cerinza, principalmente atraídos por la naciente industria siderúrgica.
A partir de 1964 la relación de crecimiento poblacional ha permanecido constante, con una taza de crecimiento de 228 hab/año aproximadamente (censo de 1964 y proyección DANE 2001).

## Geografía
- Latitud= X: 1´115.243 - 1´142.300 con origen Bogotá, Gauss Central
- Longitud= Y: 1´147.993 - 1´173.478 con origen Bogotá, Gauss Central

### Orografía y geomorfología
Belén se ubica sobre las estribaciones de la Cordillera Oriental. Dentro de sus principales puntos orográficos destacan el volcán apagado del Tíbet y el páramo de Güina con alturas que superan los 3.800 m s. n. m. En el área urbana se identifica el cerro tutelar de Caracoles.
Afloran en Belén secuencias que van desde el Predevónico hasta el cretáceo, pasando por el triásico, jurásico y el cuaternario. El terciario no aflora en el sector de Belén. Las rocas sedimentarias van de arcillolitas a conglomerados con diferentes grados de compactación; las rocas ígneas están representadas principalmente por granitos, riolitas y granodioritas, y las metamórficas por esquistos.

### Climatología
En Belén existen tres zonas climáticas que corresponden a:
- Clima frío húmedo: terrenos ubicados entre los 2.500 y 3.000 m s. n. m.
- Clima muy frío subparamuno seco: terrenos ubicados entre los 3.000 y 3.600 m s. n. m.
- Clima de páramo seco: terrenos ubicados entre los 3.600 y 3.800 m s. n. m.

## División política
La división político administrativa del Municipio es la siguiente:

### Área rural
La zona rural del municipio está dividida en nueve (9) veredas:
- Donación
- Montero
- La Venta
- El Rincón
- San José de la Montaña
- El Bosque
- El Molino
- Tirinquita
- Tuaté

### Nivel urbano

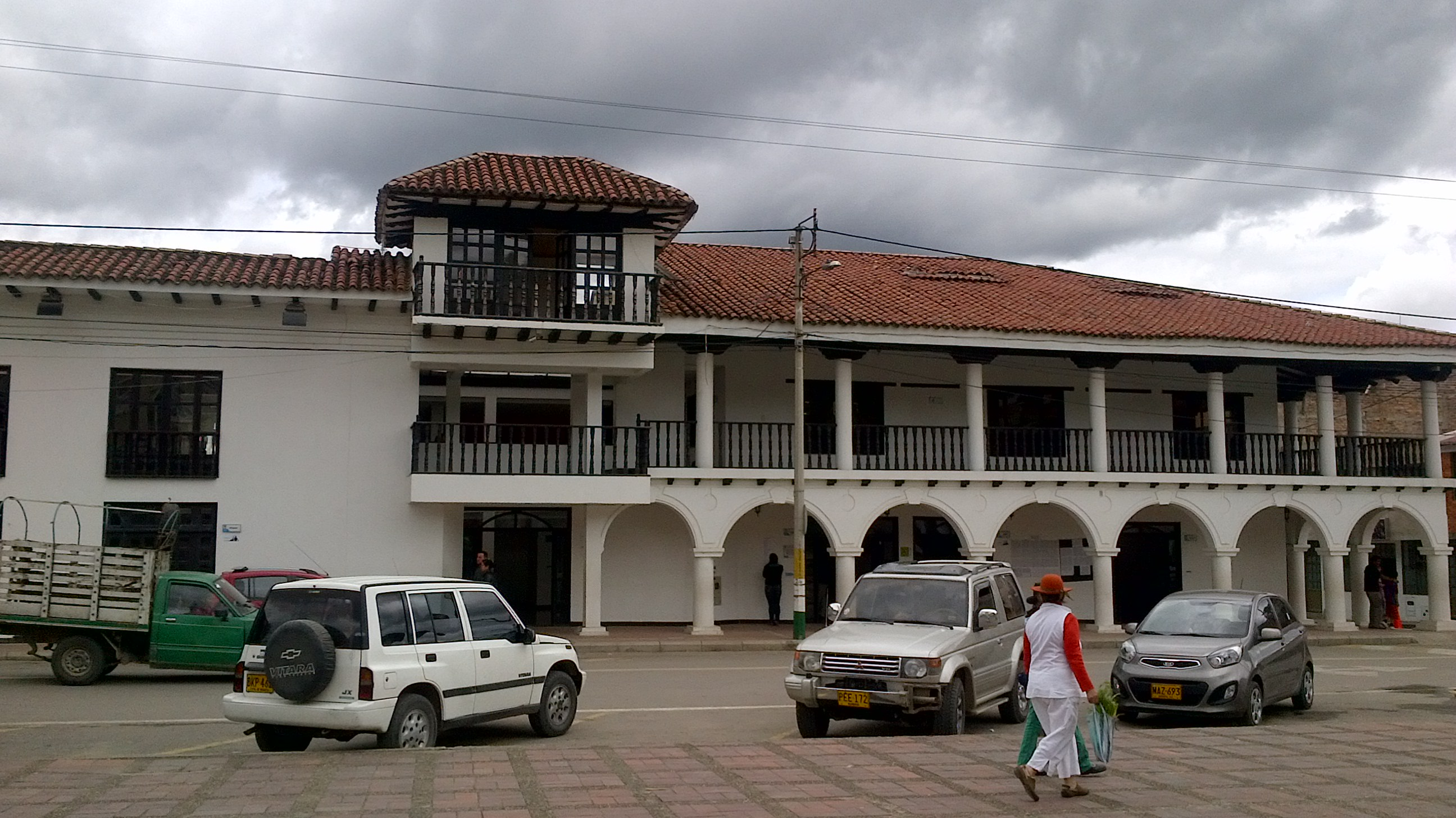
Alcaldía de Belén, Boyacá. Aunque es una construcción reciente tiene un estilo colonial.

Se compone del centro y el barrio. El centro corresponde a las zonas construidas con influencia de la arquitectura española, hechas de adobe, mientras que el barrio son construcciones nuevas hechas de ladrillo. En el municipio de Belén existe variedad de viviendas en cuanto a stilo y tipo de materiales de construcción, debido a la diversidad cultural de los habitantes, a sus ingresos económicos y al mismo nivel de educación.
En el sector rural la mayoría de las viviendas está construida en pared de tapia pisada y adobe con teja de barro, pisos de tierra o tabla y hornos de leña.

## Ambiente
Las zonas de vida que se presente en el municipio de Belén son:
- Bosque Húmedo Montano: las especies de árboles encontradas son: mangle, alisos, helechos, tobo, sietecueros, chite y encenillo. Su distribución en el municipio se da principalmente en la veredas bajas como Donación, Rincón, Molino, Turinquita y La Venta; el principal uso que tiene esta zona es el agropecuario, destacándose la agricultura tradicional.
- Bosque Muy Húmedo Montano: las especies más comunes son helechos, tobo, sietecueros, chite, encenillo y algunas gramíneas. Esta zona se distribuye generalizadamente sobre la zona de ladera del municipio, veredas de Tuaté, Bosque sectores Monterredondo, San Luis, Centro y Caracoles; Montero, Rincón, La Venta, Tirinquita y parte del Molino, está adaptado para el soporte de especies vegetales una vez se someten a procesos antrópicos como la tala y el subsecuente uso agropecuario principalmente el ganadero presentándose el pastoreo extensivo, a esta zona se le da un uso de protección – conservación y protección – producción por ser un área de interés ecológica se dedica a la conservación y protección de las especies nativas.
- Bosque Pluvial Montano: corresponde al gran paisaje de clima de páramo húmedo. Su localización se da en las veredas de San José de la Montaña y El Bosque sobre el límite con el departamento de Santander, parte alta de los sectores de Caracoles, Centro y San Luis de la Vereda el Bosque.
- Páramo Pluvial Subandino: la vegetación natural corresponde a frailejones, gramíneas, chite, propias del páramo. Se encuentra en la asociación Misceláneo de páramo y pertenece al gran paisaje de clima de páramo húmedo. Su distribución se da a lo largo y ancho del páramo del Vasto, veredas de El Bosque y San José de la Montaña, el uso actual está siendo orientado en forma equivocada a la ganadería extensiva, agricultura tradicional y la intervención antrópica, existen zonas dedicadas a la protección, conservación y producción.

La diversidad faunística del municipio de Belén se asocia estrechamente con la cobertura vegetal especialmente los bosques densos, los matorrales y arbustales, lugares que se convierten en el hábitat natural. Con la desaparición de los bosques y la reducción de los relíctos existentes hoy día se pone en peligro de extinción muchas especies que se ven enfrentadas al problema de la falta de alimento y refugio existentes. De esta manera el inventario realizado en el municipio abarca mamíferos, aves, insectos, moluscos, reptiles. El municipio de Belén cuenta con ecosistemas estratégicos, como el páramo, lagunas, complementados con actividades productivas agropecuarias y bosques.

## Salud
Para la prestación de servicios de salud se cuenta con una empresa social del Estado del orden municipal y que presta los servicios de salud de primer nivel de atención ambulatorio, se llama Nuestra Señora de Belén.

## Educación
Se encuentran dos colegios en el municipio: el colegio Institución Educativa Técnica Susana Guillemín y el colegio Institución Educativa Técnica Carlos Alberto Olano Valderrama, y numerosas escuelas en las veredas, relacionadas con los dos colegios del área urbana.

## Vías y medios de transporte
El municipio tiene dos vías de acceso principales:
- La Troncal Central del Norte, que conduce hacia el sur a Duitama, Tunja y Bogotá, y hacia el norte a Susacón, Soatá y el Departamento de Santander.
- La Ruta de los Libertadores (Ruta Nacional 64), hacia Paz de Río, Socha, y otros municipios de la Provincia de Valderrama.

Las vías urbanas presentan características muy especiales por sus calles y avenidas amplias, la parte central del municipio se encuentra en buenas condiciones, la zona periférica está en regular estado.
Las veredas están unidas al centro urbano por vías carreteables destapados y caminos de herradura facilitando el transporte interveredal, su infraestructura vial es suficiente (130 km).
Sus habitantes pueden desplazarse para realizar las actividades agropecuarias y comerciales a lomo de mula o en los camiones lecheros o camperos.

## Economía
El municipio es esencialmente un centro ganadero para la región circunvecina. La ganadería ocupa un puesto de privilegio en esta región, en la actualidad las razas predominantes son la normanda, que tuvo a Guillermo Pinto como el primer importador y posteriormente criador, en la finca La Hacienda el Romazal, aún de propiedad de sus descendientes, y la holstein, que vino después, producto del mercado lechero,  caracterizándose estas dos razas por excelente genética y resultados. Su fortaleza se encuentra en la calidad de sus tierras planas en la cual se encuentran hatos de gran calidad. La selección de razas de proveniencia extranjera ha mejorando el pie de cría existente, contribuyendo a mejorar la producción de leche y carne; como resultado se ha incrementado la creación de varias industrias, tales como la lechera, fabricación de quesos y mantequilla, fuentes considerables de ingresos para los ganaderos y para la generación de empleo en el municipio, el producto líder es el queso pera.
Los caballos de paso fino, cría de trucha, cerdos, ovejas y gallinas generan fuentes de ingreso. Las tierras onduladas son aptas para cultivos de papa, maíz, haba, trigo, cebada.
La industria también se manifiesta en la elaboración de dulces, con su producto estrella denominado "alfondoque".
Artesanalmente se producen ollas de color rojizo muy reconocidas en las veredas de Tuate, áreas que han mantenido sus costumbres indígenas.
La minería en Belén como actividad productiva se ha venido desarrollando desde tiempos ancestrales, con la explotación de caliza para la fabricación de cal como insumo agrícola para el abastecimiento de la región y las provincias a escala.
En los últimos cinco años y debido a incrementos súbitos de la demanda, las áreas ricas en caliza han sido explotadas en su gran totalidad por parte de la industria del cemento.

### Industria alfarera
En el proceso de fabricación de las ollas de barro intervienen las mujeres quienes inician el aprendizaje desde la niñez, el procedimiento es completamente rudimentario, la cocción se realiza en los patios de las casas con trozos de madera, en otros casos se realiza en hornos en forma de iglú en ladrillo y cemento, lo cual contribuye a aumentar la producción.
Fabrican vasijas en forma de patos, con dibujos curiosos, múcuras y pequeñas ánforas de cuello delgado, que llaman poras, a las cuales elaboran dibujos en forma siempre igual. El moldeo se realiza con torno, dando como resultado productos delicados, de mejor calidad y mayor valorización en los mercados.
El diseño denominado animal encorvado atribuido a la cultura muisca (siglos IX - XVI) es muy común en vasijas, copas y múcuras y también es posible identificarlo en piezas arqueológicos de textiles procedentes de la región de Belén.

## Turismo
El verde valle de Belén está enmarcado por las estribaciones de la cordillera oriental, conforma un paisaje de encanto inagotable.
Existe en el municipio un centro de salud, la iglesia, el palacio municipal, el cementerio, la plaza de mercado, la biblioteca, el parque principal Los Fundadores, el parque 250 Años, el coliseo de ferias, el ancianato, el parque y coliseo Pedro Pascasio Martínez y el centro recreacional Villa el Encanto. El busto en bronce del niño héroe Pedro Pascasio Martínez fue elaborado por el maestro Luis Alberto Acuña e inaugurado el 22 de diciembre de 1962.
Belén posee abundante riqueza hídrica como el río Salguera, lagunas como la de Cazadero, la Negra, la Grande, Chunchulla, los Colorados, entre otras, además le circundan importantes ríos como el Minas, que hacen de éste un territorio privilegiado y un destino turístico atractivo.
En 1924 se inauguró la primera planta hidroeléctrica constituida por una asociación anónima de vecinos del municipio. Hoy en día se pueden visitar sus restos arquitectónicos y canales de agua.

### Festividades
Existen diversas manifestaciones culturales, deportivas y recreativas durante todo el año. Las más importantes se festejan en la época de Navidad, se realizan diferentes tipos de eventos como muestras folclóricas y culturales, exposición artesanal, muestras de dulces y presentación de orquestas de talla local y nacional durante todas las noches de berbena. Una de las atracciones principales de las festividades de Navidad es la denominada banda que en las mañanas pregona el despertar belemita recorriendo con su música de cobres las principales calles. Las bandas y los conjuntos musicales amenizan las exposiciones de caballos y vacas en la mañanas, las corridas de toros en la tardes y luego en la noches desde el estrado alegran las verbenas hasta el amanecer.
El festival de danzas folclóricas de Colombia, que se realiza anualmente en octubre, con conjuntos y agrupaciones de bailes de colegios, tiene reconocimiento nacional. En los campos las fiestas son acompañadas de grupos musicales que interpretan la guitarra, el tiple y el requinto, en la forma de la carranga, la rumba criolla, guabinas y torbellinos.

## Himno municipal
CORO
De natura trofeo fulgente
Es tu origen ¡Oh noble Belén!
Y tus lauros ungieron la raza
En hidalgos gestores del bien
Testimonio. Tú fuiste un emblema
-Libertad a Colombia esculpió-
Y blasón, de los héroes que tienen
Por América y yugo su horror.
I
En Belén brotan bellas las flores,
El linaje de orgullo y honor
Y aquí entona la lira sus cantos
Con arpegios de caro sabor.
Grande es tu hijo Pascasio Martínez
Quién Barreiro a Bolívar rindió,
Encarnando derrota la España
Y la patria tabú de valor.
Letra: EDUARDO MALAGON C.
Música: PEDRO PABLO GUZMAN C.

## Servicios públicos
- Energía Eléctrica: Empresa de Energía de Boyacá (EBSA), es la empresa prestadora del servicio de energía eléctrica.
- Gas Natural: Vanti es la empresa distribuidora y comercializadora de gas natural en el municipio.